# Kirkby Mallory
Kirkby Mallory – wieś w Anglii, w Leicestershire W 1931 wieś liczyła 231 mieszkańców. Kirkby Mallory jest wspomniana w Domesday Book (1086) jako Cher(ch)ebi